# Ladeira do Colégio, 1860
Ladeira do Colégio, 1860, ou Ladeira do Palácio, Ladeira João Alfredo e Ladeira General Carneiro, é uma pintura de Benedito Calixto. A obra é do gênero pintura histórica e está localizada no Museu do Ipiranga. O quadro retrata a área central de São Paulo nos anos 1860. A obra foi realizada na década de 1910, baseando-se em "Ladeira do Palacio, 1862", fotografia do Álbum Comparativo da Cidade de São Paulo, de Militão A. de Azevedo.
A obra foi produzida com tinta a óleo. Suas medidas são: 50,2 centímetros de altura e 65 centímetros de largura.
O quadro foi encomendado por Afonso de Taunay para compor o acervo do Museu Paulista. Na representação da São Paulo antiga, como foi comum nas encomendas de Taunay, são realçadas características coloniais. No caso, essas características são expostas a partir da regularidade de lotes que segue a rua, indicando uma linha urbana homogênea e estável. Detalhes como o muar, estacionado à beira da rua, reforçam a sensação de equilíbrio entre a cidade e a paisagem rural, ao fundo. Aliás, a rua direciona para o campo, numa representação de integração territorial.

## Galeria

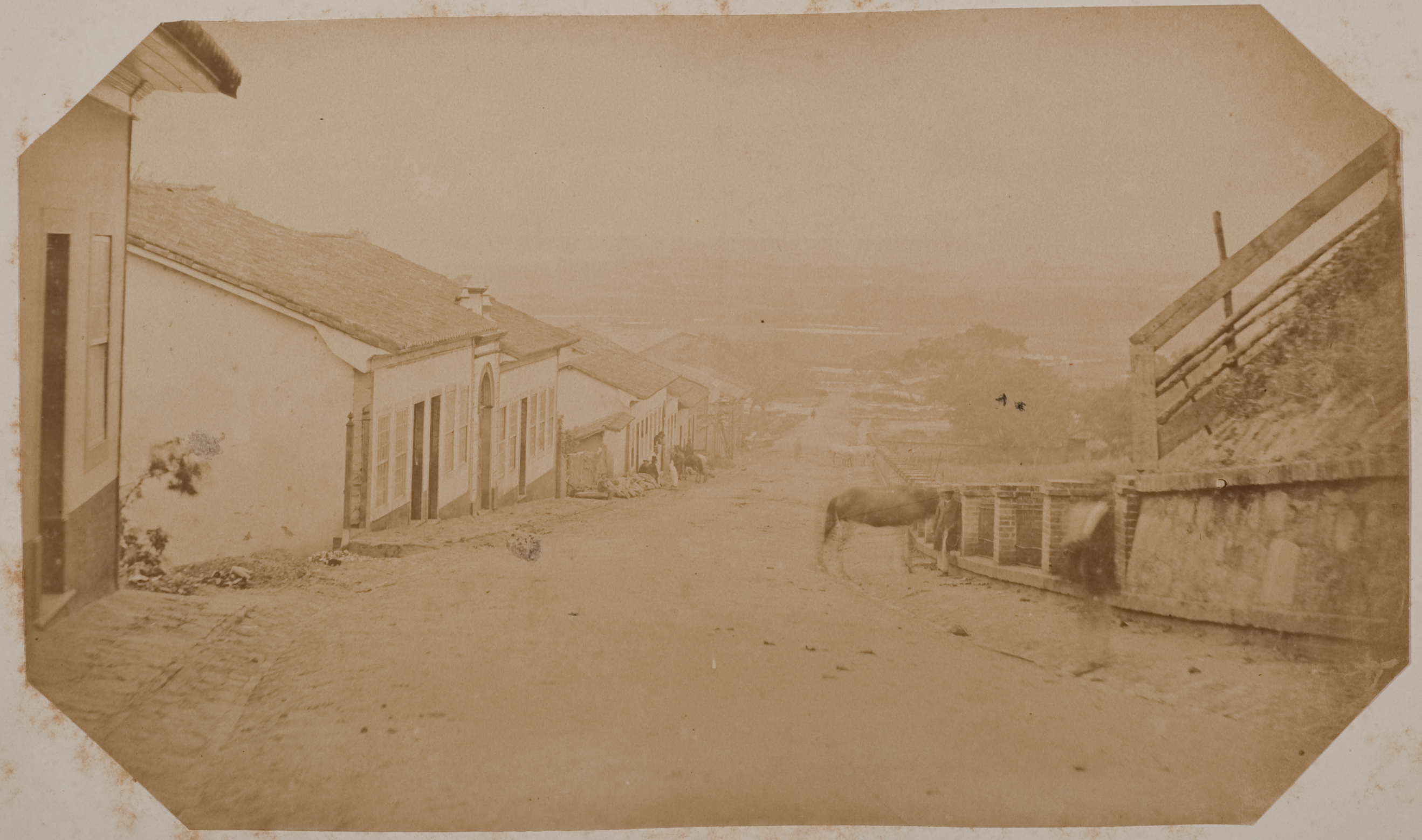
"Ladeira do Palacio, 1862", de Militão Augusto de Azevedo.